# Guzmania dussii
Espèce
Guzmania dussii est une espèce de plantes à fleurs de la famille des Bromeliaceae et originaire des Petites Antilles. C'est une épiphyte qui pousse principalement dans le biome tropical humide..

## Description
Guzmania dussii est une espèce épiphyte ou rarement terrestre. Elle est de grande taille avec des feuilles très vertes, coriaces, larges plutôt étalées et mucronées à l'apex. Le scape est robuste avec des bractées longuement acuminées et souvent lavées de pourpre.

## Répartition et habitat
Guzmania dussii est endémique des petites Antilles Nevis, Guadeloupe, Martinique. On la trouve dans les forêts hygrophiles, les forêts de transition et les fourrés .arbustifs montagnards.

## Dénomination
Ce taxon porte en français le nom vernaculaire ou normalisé suivant : Ananas grand bois.[réf. nécessaire]

## Systématique
Le nom correct complet (avec auteur) de ce taxon est Guzmania dussii Mez.
Guzmania dussii a pour synonyme :
- Thecophyllum dussii (Mez) Mez